# Andree
Andree ist eine deutsche Form des männlichen Vornamens Andreas. Andrée ist die französische Form des weiblichen Vornamens Andrea, der auch (selten in der Form Andrée) als Familienname in Erscheinung tritt.

## Namensträger

### Vorname

#### Andree
- Andree Anderson (* 1936), US-amerikanische Eiskunstläuferin
- Andree Bölken (1901–1965), deutscher Politiker (BDV, CDU) und Senator von Bremen
- Andree Juliette Brun (1924–1989), französische Pianistin
- Andree Fincke (* 1968), deutscher Fußballspieler
- Andree von Graben († um 1521), steirischer Ritter, Herr von Kornberg und Graben
- Andree Hesse (* 1966), deutscher Autor und Übersetzer
- Andree Katic (* 1984), deutscher Fernsehdarsteller und Model
- Andree Kirchner (* 1972), deutscher Rechtswissenschaftler und Unternehmer
- Andree Köthe (* 1964), deutscher Koch
- Andree Neumayer (* 1995), österreichischer Fußballspieler
- Andree Bernhardin von Oberburg  (≈ 1626–1673), k. k. Obrist und Kommandant der Festung Otočac an der Kroatischen k. k. Militärgrenze
- Andree Pfitzner (* 1973), deutscher Fernsehmoderator
- Andree Welge (* 1972), deutscher Dartspieler
- Andree Werner (* 1974), deutscher Moderator und Sprecher
- Andree Wiedener (* 1970), deutscher Fußballspieler

#### Andrée
- Andrée Blouin (1921–1986), zentralafrikanische politische Aktivistin, Bürgerrechtlerin und Autorin
- Andrée Borrel (1919–1944), Agentin der britischen nachrichtendienstlichen Spezialeinheit SOE
- Andrée Brunet (1901–1993), französische Eiskunstläuferin
- Andrée Chedid (1920–2011), französische Schriftstellerin libanesischer Herkunft
- Andrée Clair (1916–1982), französische Schriftstellerin
- Andrée Dupont-Roc, französische Curlerin
- Andrée Geulen-Herscovici (1921–2022), belgische Lehrerin, Judenretterin und Gerechte unter den Völkern
- Andrée Gremillet (* 1932), französische Badminton- und Tennisspielerin
- Andrée de Jongh (1916–2007), Angehörige der belgischen Résistance im Zweiten Weltkrieg
- Andrée Lehmann (1893–1971), französische Rechtsanwältin und Feministin
- Andrée Marty-Capgras (1898–1963), französische Journalistin
- Andrée A. Michaud (* 1957), kanadische Schriftstellerin
- Andrée Peel (1905–2010), französische Widerstandskämpferin
- Andrée Putman (1925–2013), französische Innenarchitektin und Designerin
- Andrée Touré (* 1934), Gattin des guineischen Präsidenten und Diktators Ahmed Sékou Touré, erste First Lady von Guinea
- Andrée Valentin (* 1944), Schweizer Frauenrechtlerin
- Andrée Vaurabourg-Honegger (1894–1980), französische Pianistin und Musikpädagogin
- Andrée Viénot (1901–1976), französische Politikerin und Résistante
- Andrée Weitzel (1917–1984), Schweizer Journalistin und leitende Angehörige des Frauenhilfsdienstes

### Familienname
- Adolf Andrée (1841–1917), deutscher Apotheker und Botaniker
- Axel Andree (* 1944), deutscher Theaterregisseur, Schriftsteller, Maler und Bühnenbildner
- Carl August Andrée (1762–1809), deutscher Zahnchirurg
- Christian Andree (Medizinhistoriker) (* 1938), deutscher Medizinhistoriker und Autographensammler
- Christian Andree (Fechter) (* 1990), deutscher Fechter
- Christoph Andree (* 1965), deutscher Chirurg
- Elfrida Andrée (1841–1929), schwedische Organistin und Komponistin
- Ellen Andrée (eigentlich Hélène André, auch Hélène Andrée; 1856–1933), französische Schauspielerin
- Ernst Andrée (1883–1969), deutscher Politiker (SPD)
- Hans Andree (* 1937), deutscher Typograf und Hochschullehrer
- Hans-Joachim Andree (* 1950), deutscher Fußballspieler
- Ingrid Andree (* 1931), deutsche Schauspielerin
- Johann Christian Andrée († 1847), Klavierbauer und Hofinstrumentenmacher in Berlin
- Judith Andrée-Hanslik (1906–1951), österreichische Klassische Philologin und Lehrerin
- Julius Andree (1889–1942), deutscher Prähistoriker und Hochschullehrer
- Karl Andree (Geograph) (1808–1875), deutscher Geograph, Publizist und Diplomat
- Karl Erich Andrée (1880–1959), deutscher Geologe und Paläontologe
- Karl Maximilian Andree (1781–1827), deutscher Mediziner und Gynäkologe
- Kathrin Andrée, deutsche Schlagersängerin
- Leif Andrée (* 1958), schwedischer Schauspieler und Musiker
- Marie Andree-Eysn (1847–1929), österreichische Volkskundlerin
- Martin Andree (* 1971), deutscher Wissenschaftler, Gründer und Manager im Bereich digitale Medien und Marketing
- Melanie Andrée (1869–nach 1907), Theaterschauspielerin und Sängerin (Sopran)
- Milagros Caiña Carreiro-Andree (* 1962), spanische Managerin
- Richard Andree (1835–1912), deutscher Geograph und Ethnograph
- Rolf Andree (1928–1993), deutscher Kunsthistoriker
- Salomon August Andrée (1854–1897), schwedischer Ingenieur und Polarforscher
- W. Ludwig Andrée (1877–1920), deutscher Baustatiker und Konstrukteur